# Eriocotídeos
Eriocotídeos (Eriocottidae) são uma família de insectos da ordem Lepidoptera.

## Géneros
- Alavona
- Compsoctena
- Crepidochares
- Cronodoxa
- Dacryphanes
- Deuterotinea
- Eccompsoctena
- Eriocottis
- Eucryptogona
- Galaria
- Melasiniana
- Tetracladessa
- Thapava
- Tissa
- Torna
- Toxaliba